# Viuda e Hijas de Roque Enroll
Viuda e Hijas de Roque Enroll fue un grupo femenino argentino de rock, íntegramente conformado por mujeres. La banda fue una de las más emblemáticas del movimiento del rock argentino de inicios de los años '80 conocido como música divertida, que encabezaron junto a otros exponentes de este movimiento como Los Twist, Los Abuelos de la Nada, Soda Stereo y Virus. Con un twist moderno de melodías pegadizas y letras cómicas sobre la vida cotidiana, esta banda formó a fines de 1983, y se popularizó con el primer disco, en 1984, que contenía el éxito «Bikini amarillo», versionando el famoso tema de Brian Hyland, «Itsy Bitsy Teenie Weenie Yellow Polka Dot Bikini».
Esta banda tuvo momentos de gran popularidad debido a sus letras cómicas y melodías pegadizas. Desde su primer disco impusieron el tema «Bikini amarillo». Otras de sus más famosas canciones fueron «Lollipop», «Estoy tocando fondo», «La familia argentina» y «Hawaian II». La banda se separó el 8 de febrero de 1988. En 1995, se reunieron para grabar el disco Telón de crep.
Su cover de «Lollipop» ganó distinciones: puesto 98° en el ranking de los 100 mejores temas del rock argentino hecho por la Rolling Stone de Argentina y MTV en 2002 y puesto 461° en el ranking de los 500 mejores temas del rock iberoamericano hecho por la revista estadounidense Al Borde en 2006.

## Historia

### Rouge e inicios

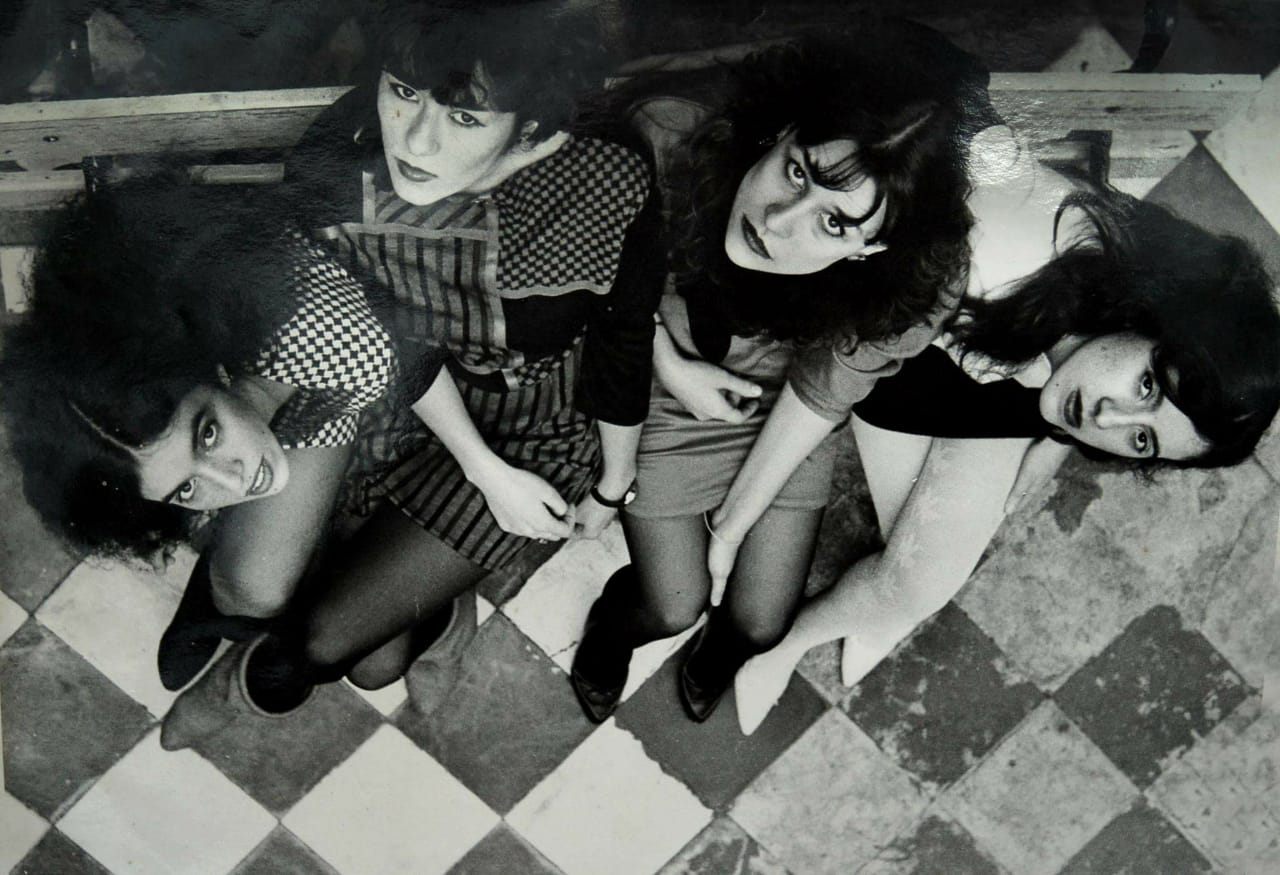
Año 1980. De izquierda a derecha: Andrea Álvarez, María Gabriela Epumer, Ana Crotti y Claudia Sinesi.

En 1978 Claudia Sinesi y Maria Gabriela Epumer comenzaron a tocar juntas con Juan Carlos "Mono" Fontana, quien fuera su primer maestro en la música.
Mientras tanto, ya existía Rouge, una banda argentina de rock integrada solamente por mujeres que se dedicaba a hacer versiones de canciones en inglés y contaba en sus filas con Andrea Álvarez (quien se unió en 1979 cuando Mary Sánchez abandonó el grupo). En 1982 Epumer empezó a tocar la guitarra en el grupo y, tras la ida de la bajista, propuso como reemplazo a Sinesi. Ambas componían sus propias canciones, pero la banda no quería abandonar la línea de los covers. 
Siguieron tocando en inglés hasta que Argentina entró en guerra con Inglaterra por las Islas Malvinas. Durante la Guerra de Malvinas la Junta Militar prohibió la difusión de la música en inglés, ya fuera producida en el exterior o en Argentina, por lo que Rouge no pudo continuar con los covers. Finalmente, Rouge se disolvió, pero Epumer y Sinesi contaban con temas propios y ganas de seguir tocando. Rápidamente formaron otro grupo con Tweety Gonzalez y Jota Morelli.
Un día Mavi Díaz, quien vivía cerca de un local donde Rouge solía tocar, consiguió el teléfono de Claudia Sinesi y le dijo que un productor estaba buscando un grupo de chicas que tocaran y cantaran. Así se reunieron ellas tres y Claudia Ruffinatti, con quien también solo habían conversado por teléfono una vez ya que, poco antes de la disolución de Rouge, habían publicado un aviso en la revista Pelo a través del cual buscaban tecladista.
En 1983 Celeste Carballo incluyó la canción "El dueño del cielo azul" de Sinesi en su disco Mi voz renacerá (1983), en el que además las miembros de Rouge hicieron coros.

### Origen del nombre
El nombre del grupo fue una idea del productor Bernardo Bergeret, quien estando en Uruguay, vio un negocio que se llamaba Viuda e hijas de Alberto Conti y recordó una canción de Rita Lee: Esse tal de roque enrow de 1975. Entonces se le ocurrió mezclar las dos cosas y quedó Viuda e hijas de Roque Enroll.

### Álbum debut y éxito

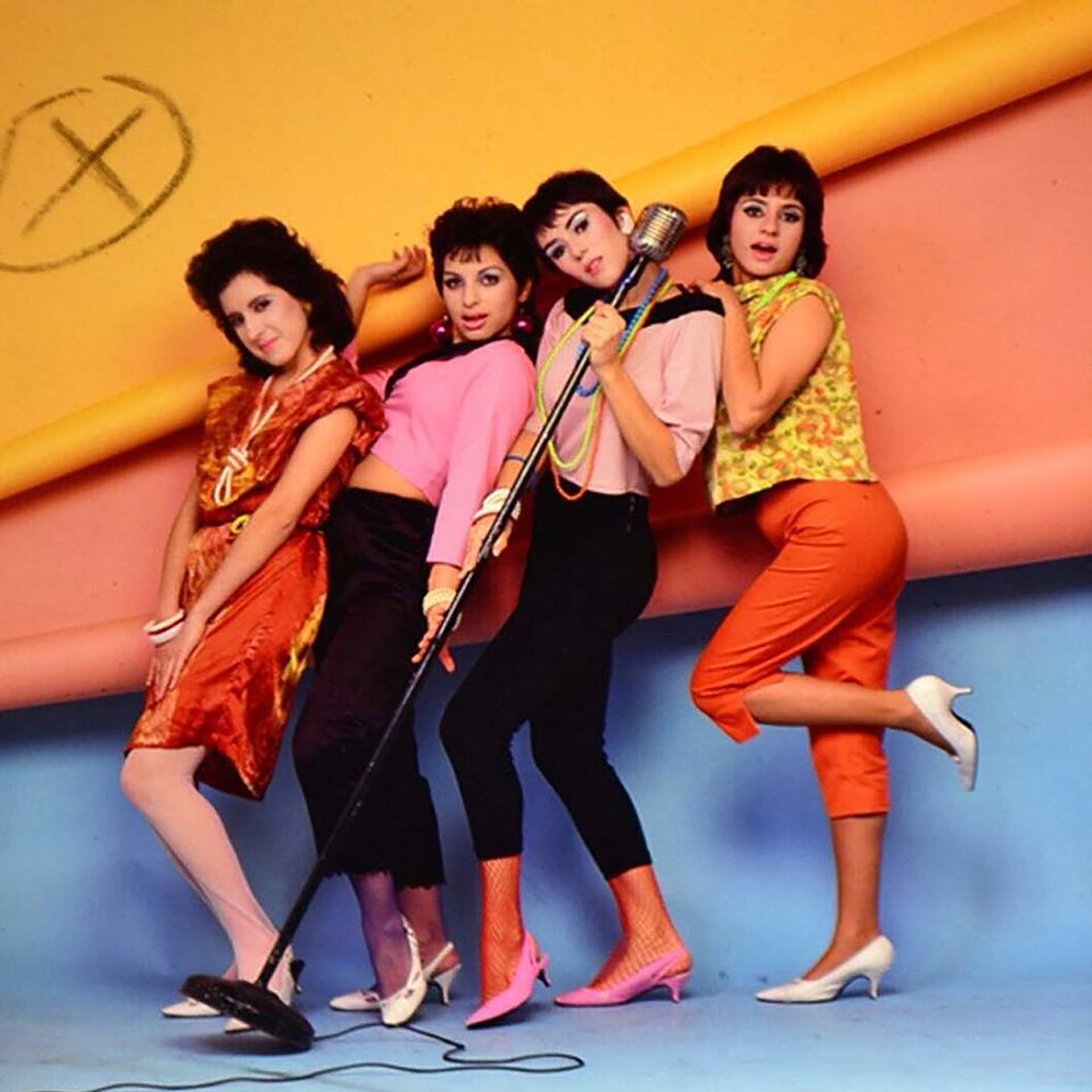
Viuda e Hijas de Roque Enroll en la portada de su álbum debut homónimo de 1984.

En 1984 editan su álbum debut homónimo, con temas como "Potpourri (olla podrida)", "Te encargo mi modernidad" y "Bikini a lunares amarillo", que rápidamente se convirtieron en éxitos. El mayor reconocimiento llegó de la mano de su segundo disco Ciudad Catrúnica, que contenía temas como "Lollipop" y "Plata, plata". La placa llegó a vender más de 200.000 copias y editaron el material en toda Latinoamérica. Realizaron una extensa gira por la costa atlántica y se convirtieron en el grupo que más shows realizó durante esa temporada.
En el '85 incursionaron en la pantalla grande en una participación especial en el film Te amo interpretando el tema "Hawaian II", protagonizado por Ulises Dumont, Betiana Blum, Ricardo Darín, José Soriano, Gogó Andreu y Perla Santalla, entre otros.

### Vale Cuatro y disolución
El 4 de abril de 1986 llenaron el estadio Luna Park, luego viajaron a Nueva York y a su regreso grabaron y  editaron su tercer álbum Vale Cuatro, que si bien tuvo un buen lanzamiento y fue bien recibido por la prensa, las ventas no estuvieron a la altura de lo esperado. E incluso, la compañía discográfica se presentó en quiebra y las negociaciones para conseguir la desvinculación terminaron por repercutir en discusiones internas y en la disolución del grupo. También en ese año hicieron presentaciones en varios programas musicales argentinos como Felíz domingo para la juventud.

### Reunión y álbum en vivo
En 1990 volvieron a juntarse para hacer un recital en La Capilla, pero por esa época Mavi Díaz ya tenía decidido viajar a España. En 1994 tocaron en Prix D'ami. A diez años de su aparición y en plena época de reediciones de grupos nacionales por parte de las compañías discográficas, salió a la venta un álbum recopilatorio de todos sus éxitos. En 1995 volvieron a tocar en The Roxy el 14, 15 y 20 de septiembre, cuando grabaron su primer álbum en vivo con todos sus éxitos que llamaron Telón de Crep. Esta fue la última vez que se presentaron en público con María Gabriela Epumer.
En el año 2004, a pedido de la familia Epumer, las Viudas se reunieron para tocar en el homenaje dedicado a María Gabriela que aconteció en El Dorrego en la Ciudad de Buenos Aires. Además de ellas participaron Charly García y Luis Alberto Spinetta, entre otras figuras importantes del rock local.
En 2014 reapareciendo sus tres integrantes, teniendo en cuenta el deseo siempre latente de volver a tocar juntas. Participaron de la tira Solamente vos, donde compartieron un sketch junto a Natalia Oreiro, interpretando el tema Lollipop. En ese año también interpretaron ese mismo tema en la tira Viudas e hijos del rock and roll protagonizada por Damian de Santo y Paola Barrientos.
En 2014 presentaron su simple "Ludovica", perteneciente al álbum Perlas y diamantes, que salió a la venta en el mes de septiembre junto con una presentación en el teatro Gran Rex acompañadas por Alfred García Tau (guitarra), Diego Korenwaser (teclado) y Alejandro Castellani (batería).

## Miembros
Las cuatro miembros originales de la banda son
- Mavi Díaz (voz)
- María Gabriela Epumer (guitarra, voz)
- Claudia Sinesi (bajo, voz)
- Claudia Ruffinatti (teclados, voz)

Músicos participantes
- Andrea Álvarez
- Jota Morelli
- Marcelo Huertas
- Marcelo Novati
- Robie Krigel
- Alfred Garcia Tau
- Diego Korenwaser
- Alejandro Castellani

## Discografía

### Sencillos
- «Bikini Amarillo» (1984)
- «Lollipop» (1985)
- «Solo nos quieren para eso» (1986)
- «Plata Plata (Viudillaz 2001)» (2024)

### Álbumes de estudio
- 1984: Viuda e Hijas de Roque Enroll
- 1985: Ciudad Catrúnica
- 1986: Vale cuatro
- 2014: Perlas y Diamantes

### Álbumes en directo
- 1995: Telón de crep

### Álbumes recopilatorios
- 1988: El álbum
- 1994: Grandes éxitos
- 2003: Oro
- 2003: Viuda e Hijas de Roque Enroll (simple)